# Navdeep Bains
Pour les articles homonymes, voir Bains (homonymie).
Navdeep Singh Bains, né le 16 juin 1977 à Toronto, est un homme politique canadien. 
Membre du Parti libéral du Canada, il est ministre de l'Innovation, des Sciences et de l'Industrie dans le cabinet de Justin Trudeau de 2019 à 2021.

## Biographie

### Études et carrière privée
Bains naît à Toronto de parents entrepreneurs sikhs indiens qui immigrent au Canada,. Il suit des études à l'Université York à Toronto, obtenant un Bachelor of Administrative Studies. Il obtient ensuite un Master in Business Administration de l'Université de Windsor.
Bains travaille comme analyste des processus financiers chez Nike Canada de 2000 à 2001, puis pour la Ford Motor Company comme analyste de coûts et revenus de 2000 jusqu'à 2004. Il reçoit le titre de « comptable en gestion accrédité du Canada » (Certified Management Accountants of Canada), devenant un comptable professionnel agréé en 2014. En 2016, il reçoit la prestigieuse récompense FCPA par le CPA de l'Ontario pour ses réalisations exceptionnelles, dont son implication communautaire.

### Engagement politique
À la suite des élections fédérales de 2004, il devient député à la Chambre des communes, représentant la nouvelle circonscription ontarienne de Mississauga—Brampton-Sud sous la bannière du Parti libéral du Canada. Du 7 octobre 2005 au 5 février 2006, Bains est secrétaire parlementaire au premier ministre Paul Martin. Réélu en 2006 et 2008, il est défait par la conservatrice Eve Adams lors des élections de 2011.
Il est réélu à la Chambre des communes en 2015 et 2019, représentant la nouvellement créée circonscription ontarienne de Mississauga—Malton. Il est nommé ministre de l'Innovation, des Sciences et du Développement économique dans le 29e conseil des ministres le 4 novembre 2015, avant que son titre ne change en ministre de l'Innovation, des Sciences et de l'Industrie le 20 novembre 2019.